# Lion-Peugeot V 2 Y 3
Der Lion-Peugeot V 2 Y 3 war ein Personenkraftwagen von Lion-Peugeot.

## Beschreibung
Lion-Peugeot brachte das Modell 1911 als Nachfolger des Lion-Peugeot V 2 Y 2 auf den Markt. Bis zur Produktionseinstellung im gleichen Jahr entstanden 215 Exemplare. Nachfolger wurde der Lion-Peugeot V 4 C 3.

## Motor, Antrieb und Fahrleistungen
Für den Antrieb sorgte ein V2-Motor mit 1702 cm³ Hubraum und 16 PS Leistung. Der Motor war vorne im Fahrzeug montiert und trieb über eine Kardanwelle die Hinterachse an. Das Getriebe verfügte über drei Vorwärts- und einen Rückwärtsgang.
Die Höchstgeschwindigkeit war mit 61 bis 86 km/h angegeben.

## Abmessungen und Aufbauten
Bei einem Radstand von 2,25 m und einer Spurweite von 1,15 m war das Fahrzeug 3,2 m lang, 1,4 m breit und 2 m hoch. Zur Wahl standen die Karosserieversionen Doppelphaeton, Torpedo, Tourenwagen, Landaulet und Phaeton.